# Ranoidea pratti
A Ranoidea pratti a kétéltűek (Amphibia) osztályának békák (Anura) rendjébe, a Pelodryadidae családba, azon belül a Pelodryadinae alcsaládba tartozó faj.

## Előfordulása
A faj Indonézia Papua tartományának endemikus faja. Természetes élőhelye a szubtrópusi vagy trópusi nedves hegykvidéki erdők és folyók.